# Туризм в Южной Осетии
Туризм в Южной Осетии — один из важных элементов экономики частично признанной Республики Южная Осетия.

## Туристическая индустрия Южной Осетии
Для экономики РЮО туриндустрия является одной из основных и перспективных отраслей.

### Советский период
С 1927 г., после строительства пансионата на 50 мест, в лечебных целях применяются минеральные воды курорта Джава (с 1937 г. — санаторий на 200 мест). Гидрогеологические работы в районе Джавы проводились в 1928—32 гг. экспедицией АН СССР; в 1935-36 гг. сотрудниками Грузинского НИИ курортологии и физиотерапии были исследованы состав и лечебные свойства джавских мин. вод. По химическому составу они относятся к углекислым гидрокарбонатно-хлоридным натриевым; содержат бром (до 8 мг/л) и йод (до 2 мг/л), их минерализация 5-7 г/л. Суточный дебит двух скважин 20 тыс. л. Минеральная вода обладает лечебными свойствами и используется для питьевого лечения и бутылирования на месте под названием «Дзау-Суар».
В окрестностях Джавы также находятся бальнеоклиматические курортные местности Багиата и Кодибин.
На территории Юго-Осетинской АО в 1977 г. для сохранения высокогорных лесов был образован Лиахвский государственный заповедник.

### Постсоветский период
В список Государственных праздников и памятных дат РЮО официально включен праздничный рабочий день 27 сентября — День туризма в Южной Осетии.

### Нынешнее состояние
Развитием туризма в Республике занимается ГУП «Управление по туризму — Южная Осетия» Комитета по молодёжной политике, спорту и туризму РЮО.